# Planikovac
Planikovac je nenaseljeni otočić u Paklenim otocima pored Hvara, u hrvatskom dijelu Jadranskog mora.
Njegova površina iznosi 0,101 km2. Dužina obalne crte iznosi 1,26 km.